# 5e étape du Tour de France 1903
Pour un article plus général, voir Tour de France 1903.
La 5e étape du Tour de France 1903 s'est déroulée les lundi 13 et mardi 14 juillet.
Elle part de Bordeaux (Gironde) et arrive à Nantes (Loire-Atlantique), pour une distance de 425 kilomètres.
L'étape est remportée par le Français Maurice Garin, qui renforce ainsi sa position en tête du classement général.

## Parcours et déroulement de la course

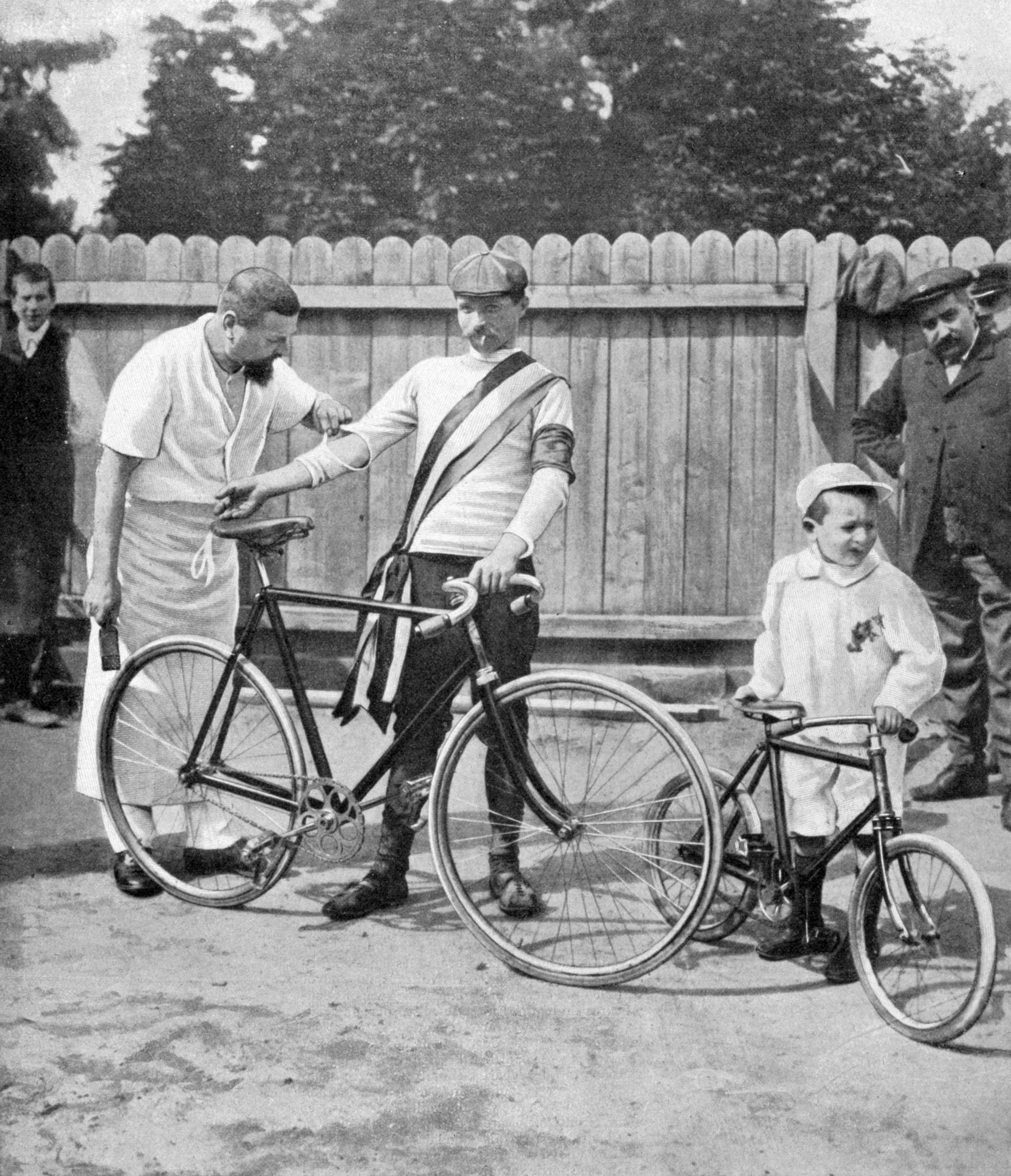
Maurice Garin, vainqueur de l'étape.

### Parcours de la5eétape: Bordeaux-Nantes

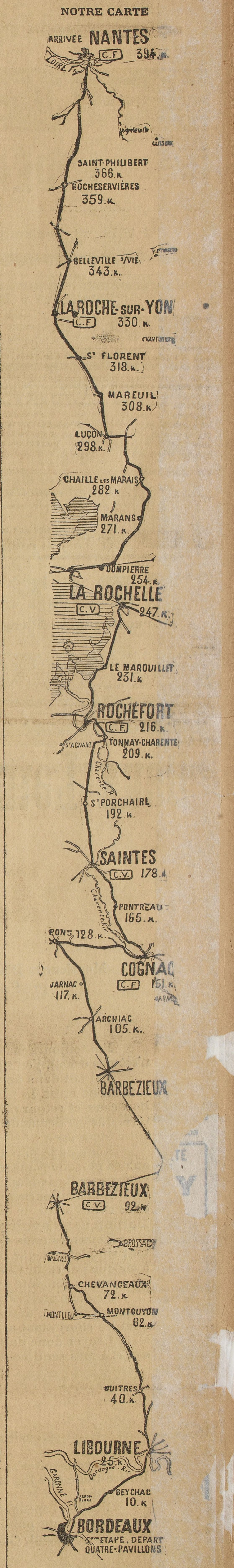
Carte du parcours

À noter les modifications du parcours dans L'Auto du 1er juillet, § « L'itinéraire définitif avant Nantes » et dans L'Auto du 13 juillet, §§ « À La Rochelle », « À Saintes » et « Modification d'itinéraire avant Nantes »,.
À cause d'une revue des troupes dans le cours National à Saintes, les coureurs qui arrivèrent au contrôle volant de Saintes entre 8 et 10 heures du matin durent descendre de machine et parcourir environ 100 mètres à pied.
- Aux contrôles volants, les concurrents crièrent leurs noms et leurs numéros à haute voix.
- Aux contrôles fixes, les concurrents descendirent de machine et donnèrent une signature sur le registre du contrôle.

| Commune                   | Lieu                                             | Contrôles                                | Kilométrage |
| ------------------------- | ------------------------------------------------ | ---------------------------------------- | ----------- |
| Bordeaux                  | Café Français                                    | départ fictif                            | 0           |
| Bordeaux                  | Lormont, Les Quatre Pavillons                    | départ réel                              | 0           |
| Beychac                   |                                                  |                                          | 10          |
| Libourne                  |                                                  |                                          | 25          |
| Guîtres                   |                                                  |                                          | 40          |
| Montguyon                 |                                                  |                                          | 62          |
| Chevanceaux               |                                                  |                                          | 72          |
| Barbezieux                | Café de Bordeaux, rue du Champ-de-Foire          | contrôle volant                          | 92          |
| Archiac                   |                                                  |                                          | 105         |
| Jarnac                    |                                                  |                                          | 117         |
| Pons                      |                                                  |                                          | 128         |
| Cognac                    | Café Londres                                     | contrôle fixe                            | 151         |
| Dompierre-sur-Charente    | Le Pontreau                                      |                                          | 165         |
| Saintes                   | Café des Colonnes                                | contrôle volant                          | 178         |
| Saint-Porchaire           |                                                  |                                          | 192         |
| Tonnay-Charente           |                                                  |                                          | 209         |
| Rochefort                 | Café « À Ma Campagne », 1, rue Denfert-Rochereau | contrôle fixe                            | 216         |
| Yves                      | Le Marouillet                                    |                                          | 231         |
| La Rochelle               | passage à niveau de Tasdon                       | point de neutralisation d'une demi-heure |             |
| La Rochelle               | Café Français, quai Duperré                      | contrôle fixe                            | 247         |
| Dompierre                 |                                                  |                                          | 254         |
| Marans                    |                                                  |                                          | 271         |
| Chaillé-les-Marais        |                                                  |                                          | 282         |
| Luçon                     |                                                  |                                          | 298         |
| Mareuil-sur-Lay-Dissais   |                                                  |                                          | 308         |
| Saint-Florent-des-Bois    |                                                  |                                          | 318         |
| La Roche-sur-Yon          | Café Dion, place d'Armes                         | contrôle fixe                            | 330         |
| Belleville-sur-Vie        |                                                  |                                          | 343         |
| L'Herbergement            |                                                  |                                          | 358         |
| Montaigu                  |                                                  |                                          | 368         |
| Clisson                   |                                                  |                                          | 383         |
| Vallet                    |                                                  |                                          | 392         |
| Le Landreau               |                                                  |                                          | 398         |
| Le Loroux-Bottereau       |                                                  |                                          | 403         |
| Saint-Julien-de-Concelles |                                                  |                                          | 407         |
| Thouaré-sur-Loire         |                                                  |                                          | 411         |
| Nantes                    | Vélodrome de Longchamp                           | contrôle d'arrivée                       | 425         |

## Classement de l'étape
Les dix premiers de l'étape sont :
| Classement de la 5e étape | Classement de la 5e étape | Classement de la 5e étape | Classement de la 5e étape | Classement de la 5e étape |
|                           | Coureur                   | Pays                      | Équipe                    | Temps                     |
| ------------------------- | ------------------------- | ------------------------- | ------------------------- | ------------------------- |
| 1er                       | Maurice Garin             | France                    | La Française              | en 16 h 26 min 31 s       |
| 2e                        | Gustave Pasquier          | France                    | La Française              | m.t.                      |
| 3e                        | Lucien Pothier            | France                    | La Française              | m.t.                      |
| 4e                        | Fernand Augereau          | France                    | La Française              | à 10 min 35 s             |
| 5e                        | Ambroise Garin            | France                    |                           | à 33 min 34 s             |
| 6e                        | Rodolfo Muller            | Italie                    | La Française              | à 36 min 33 s             |
| 7e                        | Jean Fischer              | France                    | La Française              | à 1 h 4 min 3 s           |
| 8e                        | Marcel Kerff              | Belgique                  |                           | m.t.                      |
| 9e                        | Jean Dargassies           | France                    |                           | à 1 h 21 min 9 s          |
| 10e                       | Ferdinand Payan           | France                    |                           | à 1 h 33 min 24 s         |
| modifier                  |                           |                           |                           |                           |

## Classement général
| Classement général | Classement général  | Classement général | Classement général   | Classement général  |
|                    | Coureur             | Pays               | Équipe               | Temps               |
| ------------------ | ------------------- | ------------------ | -------------------- | ------------------- |
| 1er                | Maurice Garin       | France             | La Française         | en 76 h 24 min 14 s |
| 2e                 | Lucien Pothier      | France             | La Française         | à 2 h 58 min 0 s    |
| 3e                 | Fernand Augereau    | France             | La Française         | à 4 h 29 min 14 s   |
| 4e                 | Rodolfo Muller      | Italie             | La Française         | à 4 h 37 min 31 s   |
| 5e                 | Jean Fischer        | France             | La Française         | à 4 h 57 min 24 s   |
| 6e                 | Marcel Kerff        | Belgique           |                      | à 4 h 59 min 24 s   |
| 7e                 | Julien Lootens      | Belgique           | Bicyclette Brennabor | à 8 h 30 min 58 s   |
| 8e                 | Gustave Pasquier    | France             | La Française         | à 8 h 32 min 49 s   |
| 9e                 | François Beaugendre | France             |                      | à 10 h 31 min 14 s  |
| 10e                | Aloïs Catteau       | Belgique           | La Française         | à 10 h 37 min 21 s  |
| modifier           |                     |                    |                      |                     |